# Cancale
Cancale là một xã trong tỉnh Ille-et-Vilaine, thuộc vùng hành chính Bretagne của nước Pháp, có dân số là 5.203 người (thời điểm 1999). Xã nằm về phía tây-bắc của Mont-Saint-Michel, khoảng 10 km về phía đông của Saint-Malo.